# Eisbier
 (avril 2021).
Si vous disposez d'ouvrages ou d'articles de référence ou si vous connaissez des sites web de qualité traitant du thème abordé ici, merci de compléter l'article en donnant les références utiles à sa vérifiabilité et en les liant à la section « Notes et références ».
L'Eisbier est un type de bière blonde originaire d'Allemagne et connu également en Alsace depuis le XVIIIe siècle (d'après Schutzenberger). Il s'agit d'une bière lager dont la fermentation finale a été ralentie par l'adjonction de glace[réf. nécessaire], puis filtrée et dont le stockage s'effectue à très basse température (-4° à 0°). L'amertume est comparable à celle d'une helles et le taux d'alcool est environ de 5 % en volume (Densité primitive de moût de 12 à 13 %).
La Eisbier bavaroise bénéficie par traité européen d'une Indication Géographique Protégée, dans le cadre général des bières de Bavière.
Il ne faut pas la confondre avec l'eisbock qui est une variété de bock bénéficiant d'une élaboration un peu différente et qui est plus forte en degré d'alcool.
Récemment, dans les années 1993, une variété à peine différente[réf. nécessaire] appelée ice beer fit son apparition sur le marché canadien, suscitant une guerre commerciale entre brasseries locales (Labatt et Molson) prétendant avoir inventé un nouveau type de bière à la suite du lancement en 1989 par la Niagara Brewing Company de la première eisbock hors d'Allemagne.